# Nhà thờ chính tòa Maillezais
Nhà thờ Maillezais (tiếng Pháp: Cathédrale Saint-Pierre de Maillezais) là một nhà thờ Công giáo La Mã đổ nát ở xã Maillezais ở Vendée, Pháp. Tiền thân là Nhà thờ Saint-Pierre, các di tích bao gồm một nhà thờ, nhà ăn, ký túc xá, nhà bếp, hầm, tháp pháo và thành lũy. Nhà thờ đã được tuyên bố là di tích di sản phản ánh hình thức Romanesque, Gothic và Phục hưng của nó. Công trình này được vào danh mục tượng đài lịch sử nước Pháp vào ngày 30 tháng năm 1924. Nhà thờ thuộc Giáo phận Luçon với nghi lễ của La Mã (Latin) với St. Peter là Patron Saint. 